# 芒特阿靈頓 (新澤西州)
芒特阿靈頓（英語：Mount Arlington）是位於美國新澤西州摩里斯縣的自治市鎮。

## 人口
根據2020年美國人口普查的數據，芒特阿靈頓的面積為7.25平方千米，當中陸地面積為5.55平方千米，而水域面積為1.70平方千米。當地共有人口5909人，而人口密度為每平方千米815人。